# 伍崇曜
伍崇曜（1810年—1863年12月4日），原名元薇，商名绍荣，字紫垣，一字良輔，广州南海人，清朝廣州十三行怡和行行主，藏、刻書家。

## 生平
先世自闽迁粤，為中國首富伍秉鉴第五子，邑廪生出身。
道光二十一年（1841年），第一次鴉片戰爭英軍圍廣州，靖逆將軍奕山戰敗請降，允賠償英軍贖城等費，伍崇曜出資800,000餘銀元。因與義律調停通商，被民眾當成漢奸。三元里民謠：「一聲炮響，二律埋城，三元里頂住，四方炮台打爛，伍紫垣頂上，六百萬講和，七錢二兌足，八千斤大炮未燒，久久打下，十足輸曬。」
道光二十九年（1849年），與廣州各洋行聯合抵制英商，抗議英國侵華暴行。
咸丰三年（1853年）助總督叶名琛雇觅火轮攻剿太平军。咸豐四年（1854年），廣東天地會起事圍攻廣州，又先自行捐輸，召募壯丁守城，繼而廣勸富商出貲，助葉名琛扼守水陸要衝，抵抗會眾。咸豐七年（1857年），第二次鴉片戰爭英法聯軍攻占廣州，受命於巡撫柏貴與英領事巴夏禮交涉。先後受清廷賜舉人出身，候補郎中、候選道臺、加布政使銜、榮祿大夫等銜。
伍崇曜平日喜搜購古籍，藏書之所名「粵雅堂」，又名「遠愛樓」。所有祕本皆請人代為校訂，延請道光舉人譚瑩為其評別挑選，致力于搜书、藏书、刻书，仿四書全書之例，書後必加題跋，編有〈遠愛樓書目〉，重视乡邦文献、與孤本秘籍，如刻有张金吾的《金文最》等少見書籍。所辑刻之书，涉及经史考订、天文、音韵、乐理、金石、算书、地理、诗文集、人物传记、书目等，尤其《粤雅堂丛书》为著名大型丛书之一，诸体兼收。
同治二年（1863年）陰曆十月二十四日去世時，粤民稱慶。

## 身後
1959年，海燕电影制片厂製做電影《林则徐》時，伍崇曜曾被考慮作反派主角。
1998年，電子角色扮演遊戲《俠義豪情傳─禁煙風雲》伍崇曜為反派NPC。

## 刻書
伍崇曜刻書名聲與鲍廷博、黄丕烈、钱熙祚等藏書家齊名，前后所辑刻书总计书260种，2266卷，有：
- 《岭南遗书》六集，59种，343卷。
- 《粤十三家集》13种，182卷。
- 《楚庭耆旧遗诗》三集，74卷。
- 《粤雅堂丛书》三编三十集，185种，1347卷。
- 《輿地纪胜》200卷。
- 《金文最》120卷。

## 逸事
- 廣州特產雞仔餅據說與伍崇曜有關。

- 廣州傳說伍崇曜在白晝被雷劈死[16]。

- 文廷式在其《知过轩随笔》称林则徐系伍崇曜设法派人以毒药粉末混入蜡烛，林熬夜阅读公文之际吸入毒烟，不过十天便死。[17]